# Крисанов, Алексей Васильевич
Алексе́й Васи́льевич Криса́нов (1873, Кулебаки, Нижегородская губерния — декабрь 1905, там же) — российский революционер.

## Биография
Родился в 1873 году в селе (ныне город) Кулебаки Ардатовского уезда Нижегородской губернии. Поступил на работу слесарем на Кулебакский металлургический завод. В 1896 году организовал на заводе первый социал-демократический кружок. В 1903 году организовал в Кулебаках местную организацию Российской социал-демократической рабочей партии, в течение года организация выросла с 13 до 100 членов. Установил связи с ячейками партии во Владимире, Муроме, Нижнем Новгороде, Сормове. Многократно организовывал на заводе стачки и забастовки, в частности — всеобщую забастовку 14 (27) февраля 1905 года, ставшую ответом на расстрел властями рабочего шествия в Санкт-Петербурге 9 (22) января 1905 года. За свою политическую деятельность находился под надзором полиции, многократно арестовывался. Скончался в декабре 1905 года.

## Память
Именем Алексея Васильевича Крисанова названа одна из улиц города Кулебаки.